# Bosc de la Gafa
El bosc de la Gafa és una pineda del poble de la Coma, al municipi de la Coma i la Pedra que està situat vessant est de la serra de Querol, sota la urbanitzatció del Port del Comte i al sud de la rasa del Voluntari.